# Сан Франциско фортинајнерси
Сан Франциско фортинајнерси (енгл. San Francisco 49ers) су професионални тим америчког фудбала са седиштем у Санта Клари у Калифорнији. Клуб утакмице као домаћин игра на Леви'с стадиону. Такмичи се у НФЦ-у у дивизији Запад. Клуб је основан 1946. и до сада није мењао назив.
„Фортинајнерси“ су пет пута били прваци НФЛ-а, последњи пут 1994. Маскота клуба је „Сауердо Сем“, трагач за златом у Златној грозници 1849.